# Feldreich (släkt)
Feldreich är en svensk släkt vars äldsta kända stamfader är Peter Jacob Nicolaus Feldreich, som åtminstone 1826 levde i Preetz, 15 kilometer sydost om Kiel i Holstein. En sonson till honom, Friedrich Feldreich, beslöt att söka sin lycka i Stockholm 1895. Han och hans familj fick svenskt medborgarskap 1911.